# Anaïs Vila
Anaïs Vila Casanovas, född 3 juni 1988 i Santpedor, är en katalansk (spansk) sångare och singer-songwriter. Hon debuterade på skiva 2015 och har hittills producerat fyra album och en EP.

## Biografi
Anaïs Vila studerade under uppväxten musik vid l'Escola de Música Municipal i hemstaden Santpedor, belägen i centrala Katalonien, strax norr om Manresa. Hon tog både klasser i klassisk sång, modern sång och vokal teknik. Under ett års tid studerade hon komisk framställning vid skolan Coco Comín i Barcelona, och därefter blev det två års studier i jazz och modern musik vid musikhögskolan Taller de Músics de Barcelona. Läsåret 2016/2017 var hon student i låtskrivande vid Liverpool Institute for Performing Arts, konstskolan som grundats av Paul McCartney.

### Soloalbum
2015 debuterade Anaïs Vila på skiva med albumet Entre els dits ('Mellan fingrarna'). Hon nominerades därefter till Premis Enderrock i kategorierna bästa sång (för titellåten) och bästa nykomling.
Två år senare kom uppföljaren Fosc, cançons per veure-hi clar ('Mörkt, sånger för att se det klart'). Sex av de tolv sångerna var på engelska, resten på katalanska. Temat på albumet var kärlek, ensamhet, Gud och tvivel, och vispopen på albumet kombinerades med soul och ny anglosaxisk musik. Språk- och stilblandningen påverkades av studietiden i Liverpool.
Tidigt 2020 kom Anaïs Vilas tredje platta, betitlat Contradiccions. Medan de två föregående albumen var personliga känslouttryck, inkluderade Vila i det nya albumet mer aktuell samhällskritik. Sångerna var denna gång helt och hållet på katalanska, utifrån att hon var tillbaka i Katalonien och där på nytt levde som katalanskspråkig igen (medan hon under det brittiska året 90 procent av tiden använde sig av engelska). Albumet var också en utveckling vidare från debutalbumets akustiska vispop, via stilblandningarna på andra plattan, till en mer tydlig indiepop med synthesizer och annan elektronik i produktionen. Båda ovanstående album har delfinansierats via gräsrotsfinansieringstjänsten Verkami, en finansieringsform som blivit allt vanligare under 2010-talet.
2024 återkom Vila med Ara sempre ('Nu alltid'). Det fjärde albumet var delvis en tillbakagång till hennes tidigare, mer akustiska stil. I Enderrock kategoriserades albumet som ett poetiskt och moget album, med både enkelt och djupt tilltal. Många av låttexterna berör hur det är att leva som en människa i 30-årsåldern.

### Samarbeten
Anaïs Vila producerade 2019 EP:n Epíleg ('Epilog') tillsammans med Gerard De Pablo, från gruppen Pantaleó. Där presenterades omarbetningar av några av Vilas mer kända låtar. Duon gjorde under året en turné ihop runt i Katalonien och på Menorca. Hon har också givit sin röst till Pep Solers elektronmusik-projekt Hesse, som hon producerat albumen Prometeu och Febre med.
Vila är sedan 2018 också del av Wom's Collective (tidigare Wom's Trio), en grupp kvinnliga katalanska musiker som även inkluderar Laia Fortià, Clara Luna, Gessamié Boada och Gemma Abrié. Den är en av ett antal kvinnliga katalanska musikensembler som under det sena 2010-talet skivdebuterat. Ett liknande musikkollektiv är Les Kol·lontai (bland annat med Meritxell Gené och Ivette Nadal).

## Diskografi
- Entre els dits (Temps Record, 2015)
- Fosc, cançons per veure-hi clar (Temps Record, 2017)[11]
- Epíleg (EP med Pantaleó, Temps Record, 2019)[12]
- Contradiccions (2020, Temps Record)[13]
- Ara sempre (2024, Temps Record)